# Chipiu de Cabanis
Microspingus cabanisi
Espèce
Statut de conservation UICN

 LC  : Préoccupation mineure
Répartition géographique
Le Chipiu de Cabanis (Microspingus cabanisi) est une espèce de passereaux appartenant à la famille des Thraupidae.

## Répartition
On le trouve au Paraguay, au Brésil, en Argentine et en Uruguay.